# Manel Rodríguez Castelló
Manel Rodríguez-Castelló (Alcoi, País Valencià, 1958) és un escriptor valencià en llengua catalana.

## Obres
Va començar publicant poemes solts a revistes locals i en 1979 publicà el seu primer poemari, Ciutat del tràngol, que havia rebut el prestigiós Premi Vicent Andrés Estellés de poesia un any abans. En 1983 publicà Esbós d'un cos, al que segueixen De foc i danses (1987), L'acròbata dels ponts (1988), Erosions (1994), Ambaixada de Benialí (2000), Música del sentit (selecció personal 1978-1999, 2000) i Humus (2003).
La seua és una poesia intimista, centrada en el coneixement de les vivències personals mitjançant un ús precís del llenguatge. Ha col·laborat també a publicacions valencianes com Levante-EMV i Ciutat d'Alcoi, que recull a llibres com Els dies contats (2002). El 2005 fou distingit amb el Premi de Poesia Maria Mercè Marçal pel poemari Lletra per a un àlbum. El gener de 2014 Levante-EMV va prescindir de la seva col·laboració després que el diari censurés un article crític cap a la política comercial d'ONO i que l'autor ho denunciés tot publicant l'article al seu blog. Posteriorment, publica articles d'opinió en el Diari La Veu del País Valencià.
Arran de la publicació d'Humus, Lluís Alpera afirmà que la seua obra conformava «una de les millors líriques conceptuals i filosòfiques de la literatura catalana actual i ens recorda, per la seua plenitud i recursos estilístics, dues altres veus de les comarques del sud-sud: Joan Valls i Emili Rodríguez Bernabeu».

### Poesia
- La ciutat del tràngol (1979) Tres i Quatre, València (Premi Octubre-Vicent Andrés Estellés 1978).
- Esbós d'un cos (1983) Prometeo, València (Premi Jordi de Sant Jordi i Premi de la Crítica del País Valencià 1983).
- De foc i danses (1987) Víctor Orenga, València (Premi Ciutat de València 1986).
- L'acròbata dels ponts (1989) Amós Belinchón Ed., València.
- Matèria primera, (1993) La Forest d'Arana, València.
- Erosions, (1994) Amós Belinchón, València.
- Ambaixada de Benialí, (2000) edició de l'autor il·lustrada per Mavi Mezquita de 150 exemplar numerats i signats, Martín Impressors, València.
- Música del sentit (tria personal 1978-1999) (2002) Edicions del Brosquil, València.
- Humus, (2003) Bromera, Alzira. (Premi Vicent Andrés Estellés de Burjassot 2001).
- Lletra per a un àlbum (2005) Pagès editors, Lleida. (Premi de Poesia Maria Mercè Marçal)[4]
- Estranyament (2013) Edicions 62, Barcelona. (Premi Ausiàs March 2013).

### Narrativa breu
- La vida sexual de Fernando Pessoa (1994) Bromera, Alzira. (Premi València de Narrativa 1994). Col·lectiu d'escriptors alcoians Salomó Dori. Edició portuguesa: A vida sexual de Fernando Pessoa, Palimpsesto, Lisboa, 2009. Traducció de Mário Ferreira.
- Llibre d'escolaritat (2004) Editorial Marfil, Alcoi. Diversos autors.

### Teatre
- Això diu que era (1994) Tàndem, València. Adaptació de la rondalla d'Enric Valor L'envejós d'Alcalà.

### Edició filològica
- 35 poemes d'amor d'Ausiàs March. (1998). Pròleg, edició i notes. Tàndem, València.
- Poemes de la Guerra d'Espanya (1936/1939) (2006) Joan Valls i Jordà. Pròleg, edició i notes. Xarxa de Biblioteques Municipals, Alcoi.
- La cançó de Mariola. (2007). Pròleg i edició. Editorial Denes, Edicions de la Guerra.

### Reculls de columnes periodístiques
- Els dis contats (2002) Edicions del Brosquil, València (Premi d'Assaig Ciutat de Vila-real 2001).
- La pedra i el marge (2007) Edicions del Brosquil, València.
- La pedra i el marge (2011) Primera selecció 2000/2010, Germania, Alzira.